# La Pouëze
La Pouëze era una comuna francesa situada en el departamento de Maine y Loira, de la región de Países del Loira, que el 1 de enero de 2016 pasó a ser una comuna delegada de la comuna nueva de Erdre-en-Anjou al fusionarse con las comunas de Brain-sur-Longuenée, Gené y Vern-d'Anjou.

## Demografía
| Gráfica de evolución demográfica de La Pouëze entre 1800 y 2013 |
|                                                                 |

Los datos demográficos contemplados en este gráfico de la comuna de La Pouëze se han cogido de 1800 a 1999 de la página francesa EHESS/Cassini, y los demás datos de la página del INSEE.